# 土耳其杀害女性事件
土耳其的杀害女性是指妇女因与其社会角色相关的原因而被杀害的谋杀案，例如因“名誉清洗”而被杀害。

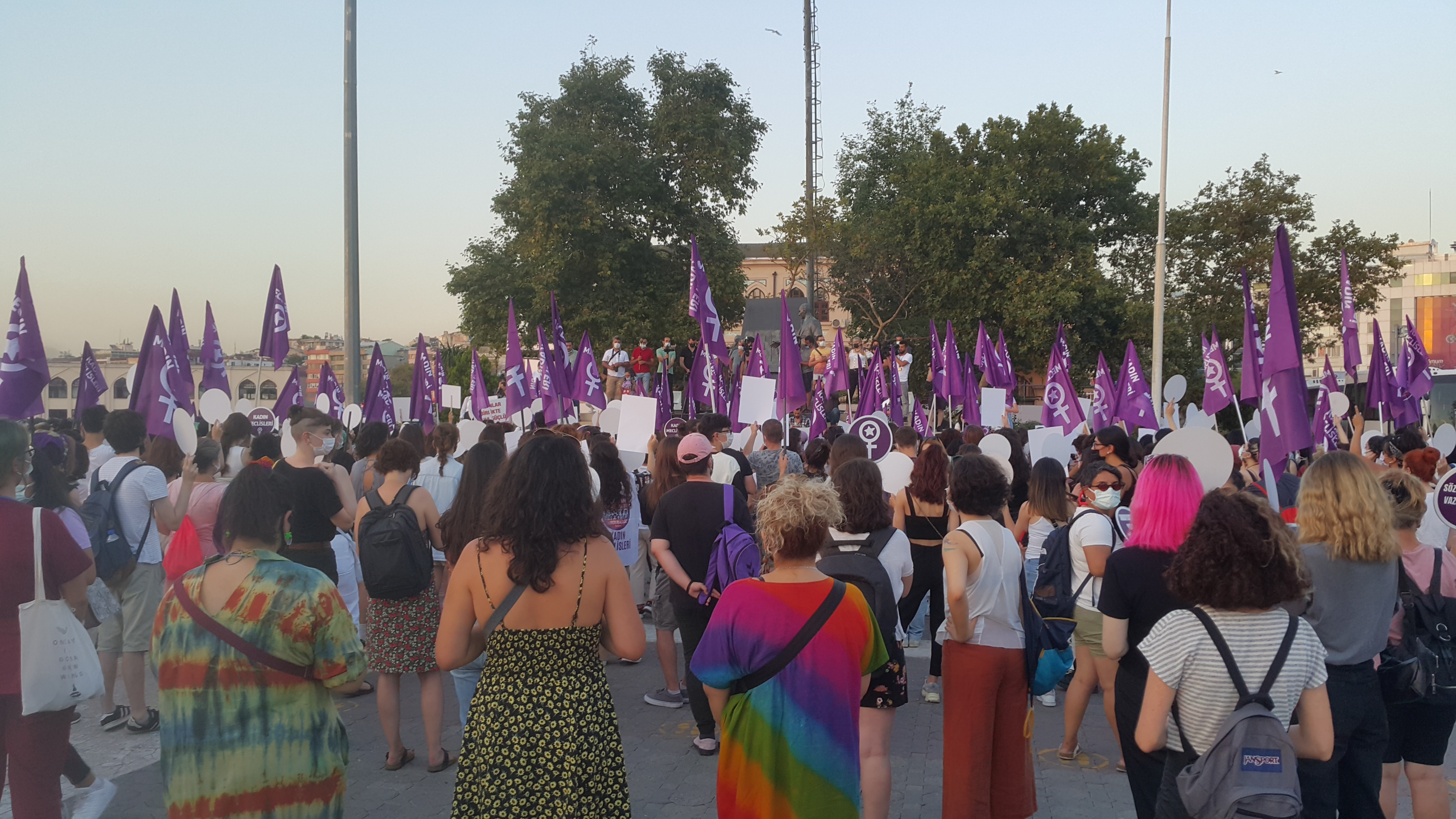
2021 年 8 月 2 日，伊斯坦布尔,卡德柯伊广场，妇女抗议 Azra Gülendam Haytaoğlu 被谋杀

这是土耳其针对妇女的暴力行为之一。与前几年相比，2000 年代土耳其杀害女性的数量显着增加。仅 2019 年就有 474 名女性被杀。这是过去 10 年来该国最多女性被杀害的一年。根据“我们将停止杀害女性平台(We Will Stop Femicide Platform)”的年度报告，2020年有300名女性被男性谋杀，171名女性被发现可疑死亡。 
2010 年至 2019 年间，杀害女性的数量仅在 2011 年（《伊斯坦布尔公约》签署那年）有所下降。
犯罪分子提出的使其犯罪正常化的主要理由包括：女性对分离、荣誉、欺骗、嫉妒等的需求。